# Flia

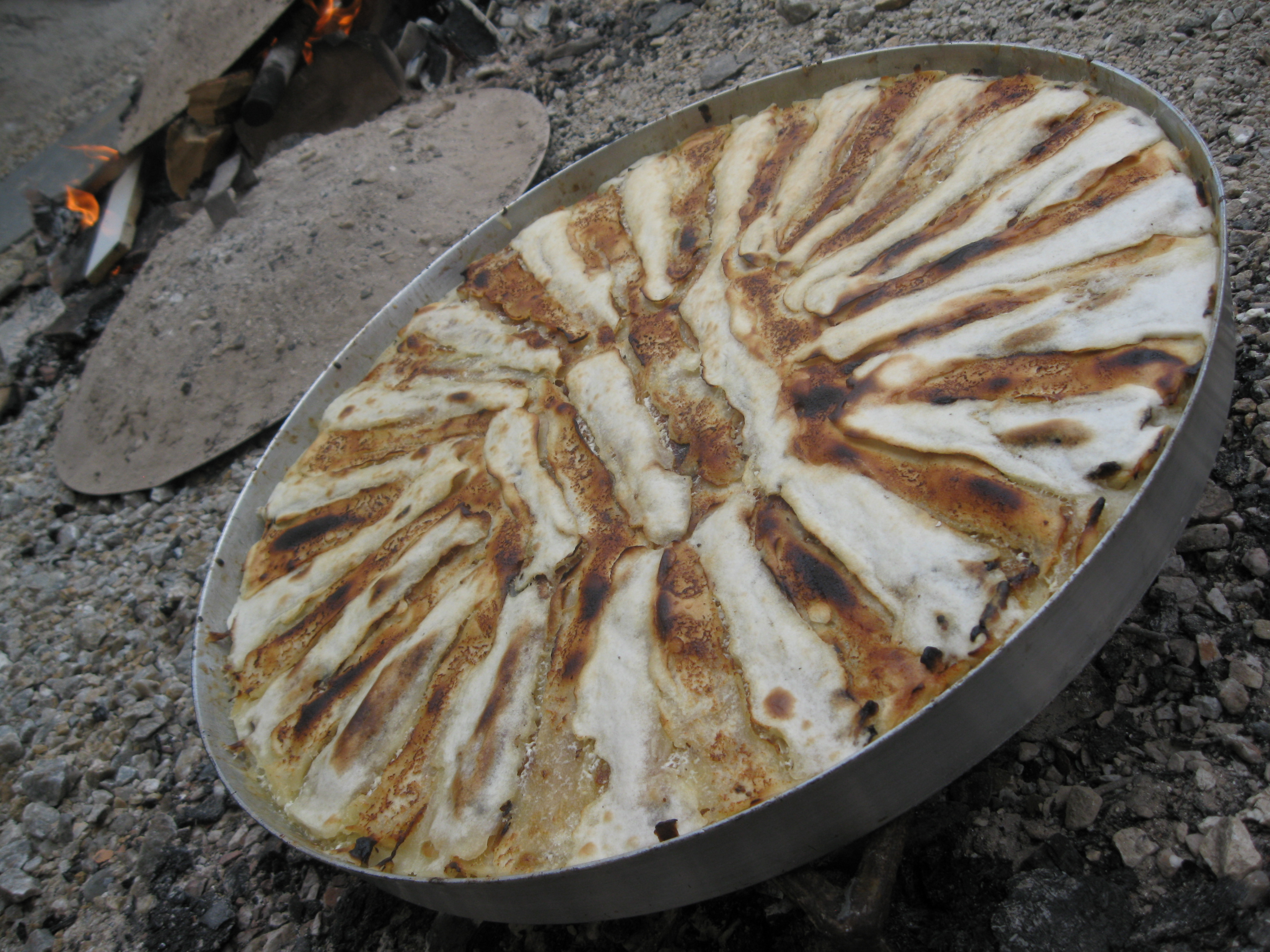
Traditionell über dem offenen Feuer zubereitete Flia in einer Tepsi mit dem Saç dahinter am Boden

Flia (albanisch auch Fli, veraltet auch Flija) ist ein im Kosovo und Teilen Nordalbaniens verbreitetes Gericht. Es handelt sich um eine pastetenähnliche Kombination aus gebackenem Teig in Schichten und Milcherzeugnissen. Es wird traditionell als Mittagessen mit Salat oder gesäuertem Gemüse (turshia) verzehrt.

## Zubereitung
Der Teig wird mit Mehl und Wasser oder Milch hergestellt und ähnelt in seiner Konsistenz dem von Pfannkuchen. Die Füllung besteht normalerweise aus Kajmak, einem sahneartigen Milchprodukt. Gelegentlich werden aber auch andere Sahnesorten beziehungsweise Milchprodukte verwendet, so ist eine Käse- (albanisch djath), Schmand- (albanisch gjizë) oder Joghurtfüllung (albanisch kos) mit Eiern nicht unüblich. Die Flia wird schichtweise zubereitet. Hierzu gießt man den Teig in einzelnen Strahlen von der Blechmitte an den Rand. Zwischen den "Teigstrahlen" bleibt jeweils ein kleiner Freiraum, der mit der Füllung bedeckt wird. Dies wird dann für einige Minuten (im Backofen bei 250 °C) festgebacken, danach kann diese Schichtung beliebig oft wiederholt werden, je nach gewünschter Höhe der Flia. Es gibt auch Varianten aus Maismehl und mit Spinat.

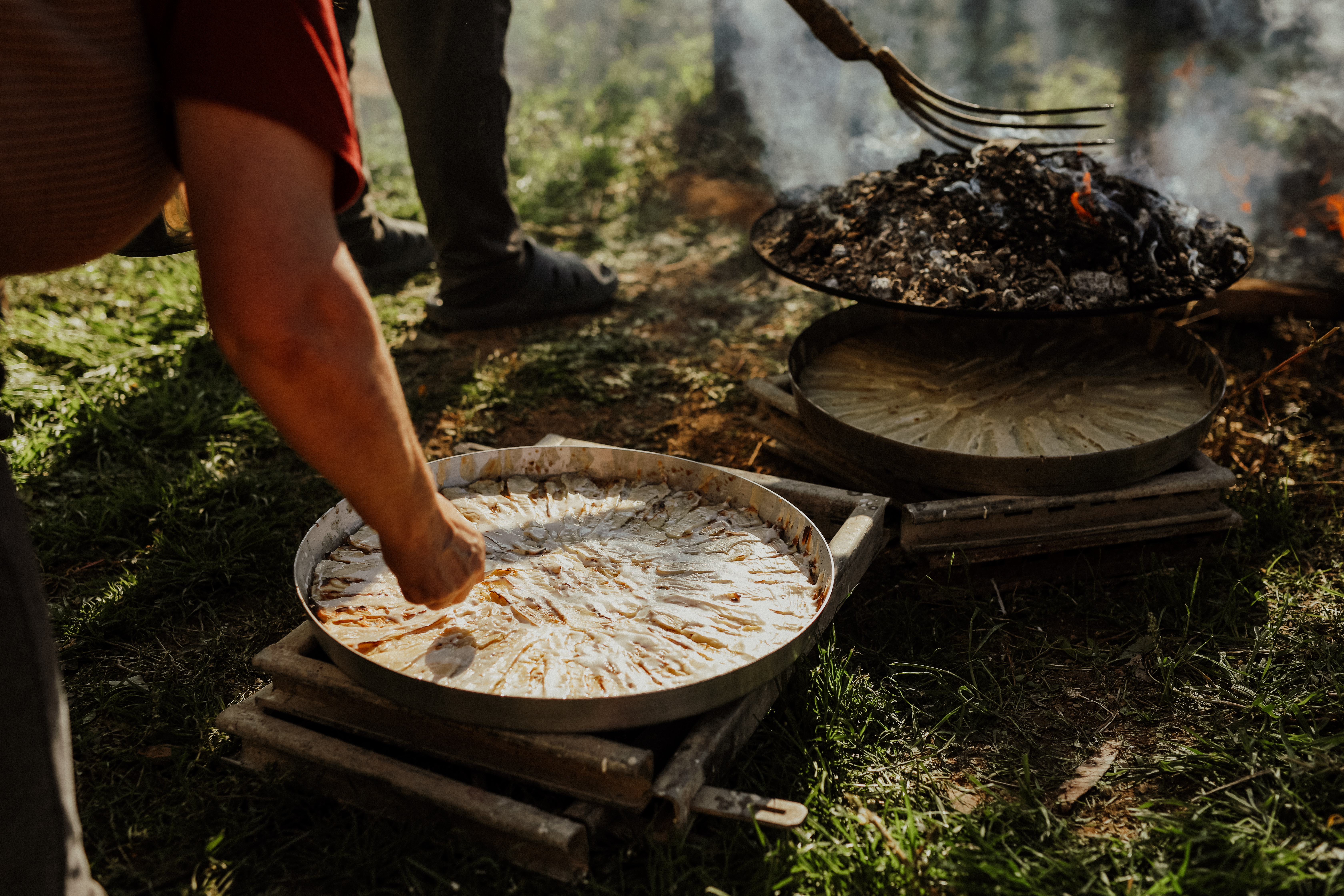
Traditionelle Zubereitung im Freien: Der mit heißer Glut bedeckte Saç deckt den Tepsi ab (hinten).

Traditionell wird die Flia in einer eingefetteten Tepsi, einer häufig in der albanischen Küche verwendeten runden Metallform, über offenem Feuer zubereitet. Es wird zusätzlich ein sogenannter Saç verwendet. Der Saç ist eine Art runder Metalldeckel, der über die Tepsi gelegt wird und auf dem heiße Asche oder Glut ausgebreitet wird. Die Flia wird dadurch sowohl von oben als auch von unten angebacken. Nach dem Backen kann die Flia noch mit geschmolzener Butter übergossen werden.

## Kulturelle Aspekte
Die Namensherkunft des Gerichts liegt im Mittelgriechischen, der Staatssprache des Byzantinischen Reichs, zu dem Albanien und Kosovo über mehrere Jahrhunderte gehörten. Bereits Norbert Jokl und zuletzt Gottfried Schramm befassten sich ausführlicher mit der Etymologie des albanischen Wortes fli oder flijë. Es wurde vor dem 8. Jahrhundert von griechisch ευλογία eulogía entlehnt, das eigentlich „Segen“ oder auch „Opfergabe“ bedeutet: Jokl übersetzt flija mit italienisch sacrificio, vittima. Zusätzlich hat das Wort die Bedeutung „gesegnetes Essen“ beziehungsweise „festliches Essen“ angenommen. Vor allem aus Mittelalbanien sowie aus der im Westen Nordmazedoniens gelegenen Region Reka ist Flia als Festessen überliefert, das später unter anderem auch an Bajram zubereitet wurde. Jokl schließt aus dieser Entwicklung, dass Flia ursprünglich ein heidnisches (Fest-)Gericht war, das mit der Christianisierung der Albaner (in der Spätantike bis ins Frühmittelalter) auch an das Christentum angepasst worden ist.
Der Albanologe Skënder Gashi betonte, dass die Flia im Kosovo bis heute einen „zeremoniellen Charakter“ bewahrt hat. Bei den Katholiken in der Umgebung von Klina und Vitia steht das Gericht in Verbindung mit der Fastenzeit, während der es bis Ostern an jedem Donnerstag zubereitet wird. In der Drenica ist die Zubereitung von Flia traditionell ganzjährig ebenfalls an den Wochentag Donnerstag gebunden, genauso in anderen Regionen Kosovos mit muslimischer Bevölkerung.
Im Kosovo ist für viele Städter die Zubereitung von Flia eine Gelegenheit, um etwa am Wochenende auf dem Lande in den Dörfern der Verwandten sich zusammenzutreffen und in geselliger Runde sich auf die Wurzeln respektive die Vergangenheit zu besinnen. In Bezug auf kosovo-albanische Migranten in der Diaspora gilt die Flia sogar als eine Art identitätsstiftendes Element.